# واهرام آلازان
واهرام مارتیروسی گابوزیان (ارمنی: Վահրամ Մարտիրոսի Գաբուզյան) با نام ادبی واهرام آلازان (ارمنی: Վահրամ Ալազան) (زاده ۱۹ مه [سبک قدیمی: ۶ مه] ۱۹۰۳ - درگذشته ۱۷ مه ۱۹۶۶) شاعر، نویسنده و فعال اجتماعی اهل ارمنستان بود.

## زندگی‌نامه
آلازان یکی از بازماندگان نسل‌کشی ارمنی‌ها در سال ۱۹۱۵ بود که به شهر ایروان نقل مکان نمود. وی از سال ۱۹۲۵، ریاست پرولتاریای انجمن نویسندگان ارمنستان را برعهده داشت. بین سال‌های ۱۹۳۳ تا ۱۹۳۶ وی دبیر اول «اتحادیه نویسندگان ارمنستان» را برعهده داشت. در طی دوران وحشت استالینیستی (۱۹۵۴–۱۹۳۷)، آلازان در سیبری زندانی بود. در سال ۱۹۵۷ مجموعه شعر با عنوان "Horizons" به چاپ رسانید. وی بنیانگذار و مدیر خانه-موزه پرژ پروشیان در آشتاراک بود

## کتابشناسی
- بازی‌های تابستان "The Games of Summer"، اشعار (۱۹۲۳)
- قلب شاعر "Poet's Heart"، اشعار (۱۹۵۴)
- ستاره شمالی "Northern Star"، رمان (۱۹۵۶)
- افق‌ها "Horizons" مجموعه اشعار فلسفی (۱۹۵۷)
- خاطرات "Memoires" (۱۹۶۰)

## نگارخانه

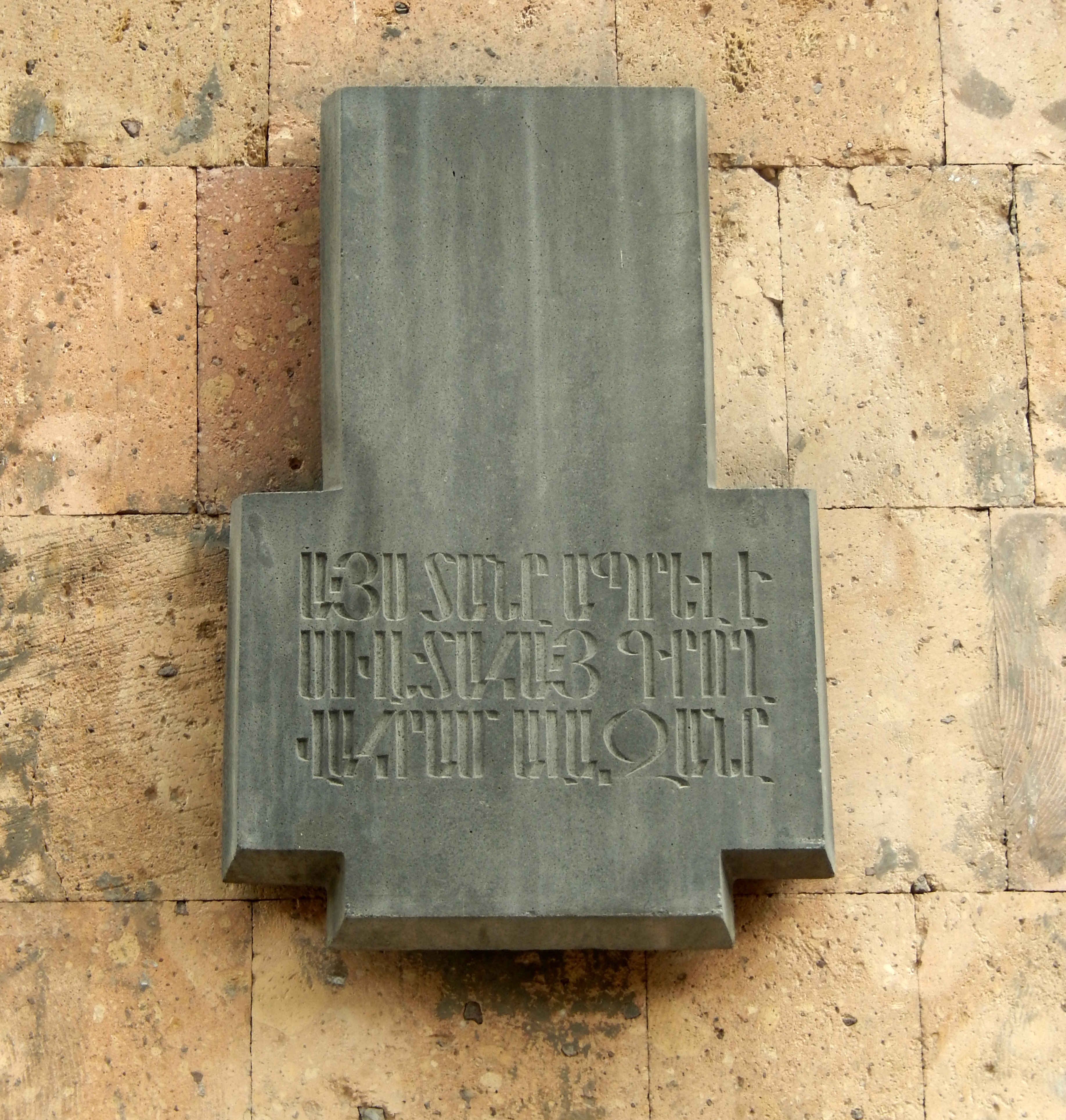
پلاک یادبود واهرام آلازان، ایروان